# Robin Sharman
Robin Sharman (* 8. Dezember 1979 in Repton) ist ein ehemaliger britischer Radrennfahrer.
Robin Sharman begann seine Karriere 2005 bei dem britischen Continental Team Recycling.co.uk. In seiner ersten Saison wurde er Fünfter beim Havant International Grand Prix. Kurz darauf wurde er auf dem zweiten Teilstück der Tour of Britain Zweiter. Zu Beginn der Saison 2006 schaffte Sharmen es bei der Tour de Langkawi auf den neunten Rang der Gesamtwertung.

## Teams
- 2005 Recycling.co.uk-MG-Xpower-Litespeed
- 2006 Recycling.co.uk